# Spring (Contea di Berks, Pennsylvania)
Spring è un comune (township) degli Stati Uniti d'America, nella contea di Berks nello Stato della Pennsylvania.

## Società

### Evoluzione demografica
La composizione etnica vede una maggioranza di quella bianca (97,95%), seguita da quella afroamericana (0,28%) dati del 2000.
| township di Tilden Popolazione |        |
| 2000                           | 3.776  |
| 2010                           | 27.119 |